# Banco Holandés Unido
El Banco Holandés Unido (en holandés,  Hollandsche Bank-Unie ) fue un banco neerlandés doméstico de segunda línea. Fue absorbido por ABN AMRO. 

## Historia
El 28 de marzo de 1914, el Rotterdamsche Bank, junto al Nederlandsche Handel-Maatschappij y a otras firmas menores, establecieron el Hollandsche Bank voor Zuid-Amerika (Banco Holandés para la América del Sud), que abrió su primera sede en Buenos Aires (Argentina). En 1916 la segunda sucursal fue instalada en Río de Janeiro, y la tercera fue en São Paulo. Para 1922, ya había nuevas sedes en Génova, Hamburgo, Santos, Santiago, y Valparaíso.
En 1918, el Rotterdamsche Bank y el NHM, junto a otros prestamistas menores como el Royal West India Mail/Royal Netherlands Steamship Company y la subsidiaria de la Shell que manejaba la refinería de Curaçao, junto al Banco de Surinam decidieron crear un banco similar para hacer competencia. Fundaron el Hollandsche Bank voor West-Indië (Banco Holandés de las Indias Occidentales), con sede central en Ámsterdam, con filiales en Willemstad (Antillas Neerlandesas), Curaçao. En 1920 este banco fue el primero de Europa en tener una filial en Caracas (Venezuela).
En 1919, un año luego de la fundación del Hollandsche Bank voor West-Indië, el Rotterdamsche Bank se unió al Banco Holandés para la América del Sud para establecer el Hollandsche Bank voor de Middellandsche Zee (Banco Holandés del Mediterráneo). Abrió filiales en Génova, Barcelona, Marsella, Constantinopla, y luego en Tel Aviv.
En 1933, se estableció el Hollandsche Bank-Unie (HBU), de la unión entre el Banco Holandés para la América del Sud y el Banco Holandés del Mar Mediterráneo. Adquirió el Banco Holandés de las Indias Occidentales en 1935. El HBU hizo otras adquisiciones: G. von Dantzig & Co. en 1939, y el s'Gravenhaagsche Creditvereeniging en Depositkas en 1941.
Más sedes se establecieron en Uruguay (1952) y Beirut (1954), de tal forma que para 1957, el Banco Holandés Unido tenía filiales en los Países Bajos, las Antillas Neerlandesas, Argentina, Israel, Turquía, Uruguay, Venezuela y Surinam. La red de sedes se expandió a Ecuador, y en 1965 a Paraguay. Luego de la Guerra de los Seis Días de 1967, fueron cerradas las sucursales en Israel.
El Algemene Bank Nederland adquirió al Banco Holandés Unido en 1968, pero las sedes transoceánicas continuaron operando con su nombre anterior. ABN decidió unir a todas sus actividades en las Antillas Neerlandesas bajo el nombre Antilliaanse Bank Unie (Banco Unido de las Antillas). Esto significó la fusión de las sedes del HBU en las Antillas con el Aruba Commercial Bank, fundado en 1949, el Bonaire Commercial Bank, fundado en 1962, y el  Edwards, Henriques & Co., fundado en 1856.
En 1972 ABN absorbió a todas las filiales transoceánicas. La historia internacional del Banco Holandés Unido terminó en 2001, cuando ABN AMRO vendió la operación ecuatoriana que había heredado del HBU al Banco del Pichincha, fundado en 1906.